# Arnegard, North Dakota
Arnegard, North Dakota (енгл. Arnegard) град је у америчкој савезној држави Северна Дакота.

## Демографија
По попису из 2010. године број становника је 115, што је 10 (9,5%) становника више него 2000. године.
| Група             | 2000.       | 2010.       |
| Белци             | 102 (97,1%) | 111 (96,5%) |
| Афроамериканци    | 0 (0,0%)    | 0 (0,0%)    |
| Азијати           | 0 (0,0%)    | 0 (0,0%)    |
| Хиспаноамериканци | 0 (0,0%)    | 2 (1,7%)    |
| Укупно            | 105         | 115         |